# Catalán leridano

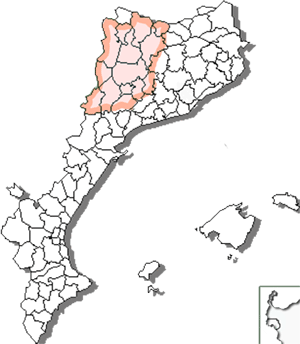
Localización de las zonas de catalán noroccidental sobre un mapa del dominio lingüístico de la lengua catalana (las fronteras indican los límites de las comarcas).

El catalán leridano es el subdialecto del catalán que se habla en Lérida y las comarcas de su alrededor. Según las clasificaciones actuales, el fragatino se incluye dentro del leridano.
Entre los macrodialectos del catalán, corresponde al catalán occidental por lo que presenta más coherencia lingüística con el valenciano que con el catalán de Barcelona, Gerona y Baleares.

## Fonética
La a final átona cambia una e abierta, la cual se encuentra también en las hablas del dialecto noroccidental. 
- Lleidɛ, Fragɛ, casɛ.
- Esto también se da en los verbos: jo cantavɛ, jo fariɛ.

## Morfología
- Se emplean los otros artículos lo, los del catalán medieval.
- Empleo de enta, que es cap a en catalán general.
- La desinencia -a de tercera persona del catalán general es -e cerrada en el habla leridana y en gran parte del catalán noroccidental. Ejemplos:
  - Ell cante, ell cantave, ell farie en lugar de ell canta, ell cantava, ell faria. Así las personas 1ª y 3ª se diferencian por el grado de abertura de la e: jo cantavE/ell cantave

- Datos: Q3573891